# Sant Julià de Ceuró
Sant Julià de Ceuró és una església romànica del municipi de Castellar de la Ribera, a la comarca del Solsonès. És un monument protegit i inventariat dins el Patrimoni Arquitectònic Català

## Situació
Ceuró i la seva església s'aixequen dalt d'un turó a la carena del marge esquerre de la Ribera Salada, a ponent del Serrat de la Botjosa i a tocar del terme del municipi de Bassella. En el mateix promontori hi ha una gran casa i la rectoria.
Una pista asfaltada permet anar-hi sortint, en direcció sud, de la carretera C-26 al punt quilomètric 89,1, entre Ogern i Castellar de la Ribera (42° 1′ 23″ N, 1° 22′ 10″ E / 42.02306°N,1.36944°E). La carretera creua la Ribera Salada per un pont, s'enfila per l'obaga i arriba a Ceuró després d'un kilòmetre i mig.

## Arquitectura

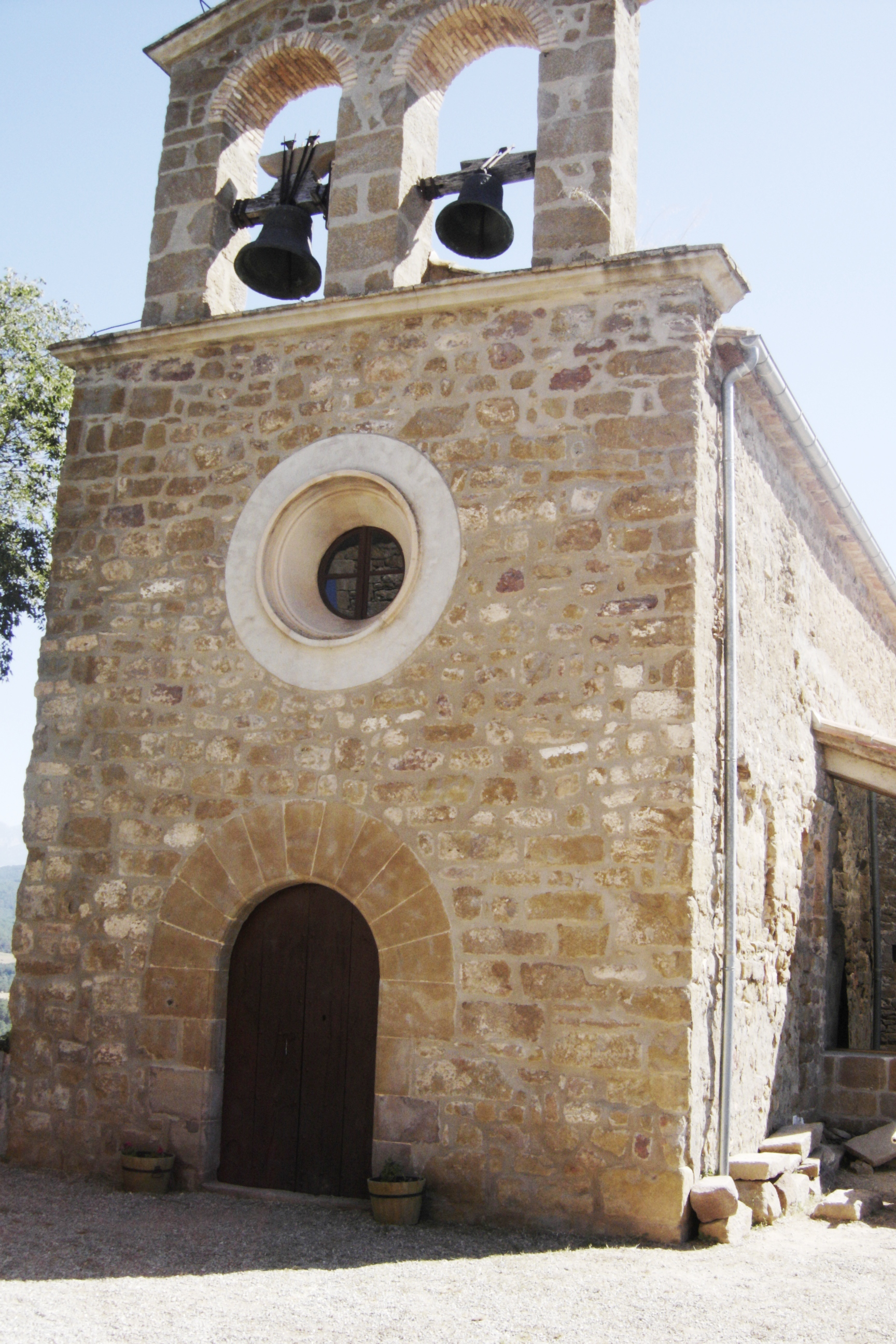
Façana de l'església Sant Julià

És un edifici de nau rectangular molt llarga, capçada a llevant per un absis semicircular. Exteriorment la decoració de l'absis i dels murs laterals ha estat resolta amb un fris d'arcuacions entre lesenes que s'ha perdut en part al mur de migdia per l'afegit d'un cos rectangular adossat. La finestra central de l'absis és de doble esqueixada i coberta amb un arc de mig punt adovellat. L'any 1905 un llamp va destruir la façana de ponent de l'edifici per on hi ha l'accés per un portal adovellat. L'interior de l'església va ser molt modificat quan fou realçada la nau i hom suplí la volta original amb una coberta de llunetes i creueria. El campanar d'espadanya situat a ponent és de dues obertures. El parament és de pedres escairades col·locades en fileres irregulars però uniformes.

## Notícies històriques
El topònim "Ceuró" ha sofert moltes variacions, nou en concret. Sembla que es tractava d'un lloc d'orons. Sant Julià és un dels patrons més antics. L'any 1061 ja se'n constata el nom, però l'església encastellada d'aquest lloc ja existia a l'època preromànica. El seu terme és molt gran. L'any 1640 Josep Fretó hi va pintar dos retaules. Actualment, un està al Museu Diocesà i l'altre al santuari de Sa Vila, on va ser traslladat l'any 1880. Aquest, ja no es conserva perquè va ser destruït per la guerra.